# Llista dels centres emissors de les Illes Balears
Aquesta és una llista dels principals centres emissors de ràdio i televisió ubicats a les Illes Balears.

## Eivissa

### Talaia de Sant Llorenç / Sant Llorenç de Balàfia
Comarca: Eivissa
Cota: 278 m
Cobertura: Eivissa

#### Televisió
| Xarxa múltiplex           | Canal d'emissió  | Serveis: TV /ràdio         | Senyal | Lloc web                                  |
| ------------------------- | ---------------- | -------------------------- | ------ | ----------------------------------------- |
| MAUT_BAL                  | 26 UHF (514 MHz) | IB3                        | DVB-T  | https://ib3.org/televisio                 |
| MAUT_BAL                  | 26 UHF (514 MHz) | Fibwi TV Autonòmica        | DVB-T  | https://fibwi.live/ca/tv                  |
| MAUT_BAL                  | 26 UHF (514 MHz) | TV3 CAT                    | DVB-T  | https://www.3cat.cat/tv3/                 |
| MAUT_BAL                  | 26 UHF (514 MHz) | SX3/33                     | DVB-T  | https://www.3cat.cat/tv3/sx3/             |
| MAUT_BAL                  | 26 UHF (514 MHz) | 3/24                       | DVB-T  | http://www.324.cat/                       |
| MAUT_BAL                  | 26 UHF (514 MHz) | IB3 Ràdio                  | DVB-T  | https://ib3.org/radio                     |
| MAUT_BAL                  | 26 UHF (514 MHz) | Catalunya Ràdio            | DVB-T  | https://www.catradio.cat/                 |
| MPE1                      | 27 UHF (522 MHz) | Veo 7                      | DVB-T  | http://www.veo7.com/                      |
| MPE1                      | 27 UHF (522 MHz) | DMAX                       | DVB-T  | https://dmax.marca.com/                   |
| MPE1                      | 27 UHF (522 MHz) | Squirrel                   | DVB-T  | https://squirreltv.es/                    |
| MPE1                      | 27 UHF (522 MHz) | Paramount Network          | DVB-T  | http://www.paramountchannel.es/           |
| MPE1                      | 27 UHF (522 MHz) | Cadena 100                 | DVB-T  | http://www.cadena100.es/                  |
| MPE1                      | 27 UHF (522 MHz) | Radio María                | DVB-T  | http://www.radiomaria.es/                 |
| MPE1                      | 27 UHF (522 MHz) | Radio Marca                | DVB-T  | http://www.radiomarca.com/                |
| MPE1                      | 27 UHF (522 MHz) | BOM Radio                  | DVB-T  | https://bomradio.com/                     |
| MPE2                      | 30 UHF (546 MHz) | Antena 3                   | DVB-T  | http://www.antena3.com/                   |
| MPE2                      | 30 UHF (546 MHz) | La Sexta                   | DVB-T  | http://www.lasexta.com/                   |
| MPE2                      | 30 UHF (546 MHz) | Neox                       | DVB-T  | http://www.antena3.com/neox/              |
| MPE2                      | 30 UHF (546 MHz) | Nova                       | DVB-T  | http://www.antena3.com/nova/              |
| MPE5                      | 32 UHF (562 MHz) | Atreseries                 | DVB-T  | http://atreseries.atresmedia.com/         |
| MPE5                      | 32 UHF (562 MHz) | Be Mad                     | DVB-T  | https://www.bemad.es/                     |
| MPE5                      | 32 UHF (562 MHz) | Realmadrid TV              | DVB-T  | https://www.realmadrid.com/real-madrid-tv |
| MPE5                      | 32 UHF (562 MHz) | TEN                        | DVB-T  | https://tentv.es/                         |
| MPE5                      | 32 UHF (562 MHz) | Los 40 Classic             | DVB-T  | https://los40.com/los40_classic/          |
| MPE5                      | 32 UHF (562 MHz) | Los 40 Urban               | DVB-T  | https://los40.com/los40_urban/            |
| MPE5                      | 32 UHF (562 MHz) | Radiolé                    | DVB-T  | https://www.radiole.com/                  |
| MPE3                      | 35 UHF (586 MHz) | Telecinco                  | DVB-T  | http://www.telecinco.es/                  |
| MPE3                      | 35 UHF (586 MHz) | Cuatro                     | DVB-T  | http://www.cuatro.com/                    |
| MPE3                      | 35 UHF (586 MHz) | Factoría de Ficción        | DVB-T  | https://www.factoriadeficcion.com/        |
| MPE3                      | 35 UHF (586 MHz) | Divinity                   | DVB-T  | http://www.divinity.es/                   |
| TL01IB Eivissa-Formentera | 38 UHF (610 MHz) | Ibiza Global TV            | DVB-T  | http://ibizaglobal.tv/                    |
| TL01IB Eivissa-Formentera | 38 UHF (610 MHz) | TEF                        | DVB-T  | https://teftv.com/                        |
| TL01IB Eivissa-Formentera | 38 UHF (610 MHz) | Clubbing TV                | DVB-T  | https://clubbingtv.com/                   |
| RGE1 BAL                  | 45 UHF (666 MHz) | La 1 Balears               | DVB-T  | https://www.rtve.es/television/           |
| RGE1 BAL                  | 45 UHF (666 MHz) | La 2                       | DVB-T  | https://www.rtve.es/television/           |
| RGE1 BAL                  | 45 UHF (666 MHz) | 24h                        | DVB-T  | https://www.rtve.es/television/           |
| RGE1 BAL                  | 45 UHF (666 MHz) | Teledeporte                | DVB-T  | https://www.rtve.es/television/           |
| RGE1 BAL                  | 45 UHF (666 MHz) | RNE Radio Nacional Balears | DVB-T  | http://www.rne.es/                        |
| RGE1 BAL                  | 45 UHF (666 MHz) | RNE Radio 5 Balears        | DVB-T  | http://www.rtve.es/radio/radio5/          |
| RGE2                      | 46 UHF (674 MHz) | La 1 UHD                   | DVB-T  | https://www.rtve.es/television/           |
| RGE2                      | 46 UHF (674 MHz) | Clan                       | DVB-T  | https://www.rtve.es/television/           |
| RGE2                      | 46 UHF (674 MHz) | DKISS                      | DVB-T  | http://www.dkiss.es/                      |
| RGE2                      | 46 UHF (674 MHz) | RNE Radio Clásica HQ       | DVB-T  | http://www.rtve.es/radio/radiocalasica/   |
| RGE2                      | 46 UHF (674 MHz) | RNE Radio 3 HQ             | DVB-T  | http://www.rtve.es/radio/radio3/          |
| RGE2                      | 46 UHF (674 MHz) | RNE Radio Exterior         | DVB-T  | http://www.rtve.es/radio/radio-exterior/  |
| RGE2                      | 46 UHF (674 MHz) | Kiss FM                    | DVB-T  | http://www.kissfm.es/                     |
| RGE2                      | 46 UHF (674 MHz) | HIT FM                     | DVB-T  | http://www.hitfm.es/                      |
| RGE2                      | 46 UHF (674 MHz) | esRadio                    | DVB-T  | https://esradio.libertaddigital.com/      |
| RGE2                      | 46 UHF (674 MHz) | SER                        | DVB-T  | http://www.cadenaser.com/                 |
| RGE2                      | 46 UHF (674 MHz) | Los 40                     | DVB-T  | http://www.los40.com/                     |
| RGE2                      | 46 UHF (674 MHz) | Cadena Dial                | DVB-T  | http://www.cadenadial.com/                |
| MPE4                      | 48 UHF (690 MHz) | Boing                      | DVB-T  | http://www.boing.es/                      |
| MPE4                      | 48 UHF (690 MHz) | Energy                     | DVB-T  | http://www.energytv.es/                   |
| MPE4                      | 48 UHF (690 MHz) | Mega                       | DVB-T  | https://mega.atresmedia.com/              |
| MPE4                      | 48 UHF (690 MHz) | TRECE                      | DVB-T  | https://www.cope.es/trecetv               |
| MPE4                      | 48 UHF (690 MHz) | Onda Cero                  | DVB-T  | http://www.ondacero.es/                   |
| MPE4                      | 48 UHF (690 MHz) | Europa FM                  | DVB-T  | http://www.europafm.com/                  |
| MPE4                      | 48 UHF (690 MHz) | Melodía FM                 | DVB-T  | http://www.melodia-fm.com/                |
| MPE4                      | 48 UHF (690 MHz) | COPE                       | DVB-T  | http://www.cope.es/                       |
| MPE4                      | 48 UHF (690 MHz) | Rock FM                    | DVB-T  | https://www.rockfm.fm/                    |

#### Ràdio
| Canal d'emissió | Serveis                        | Senyal | Lloc web                           |
| --------------- | ------------------------------ | ------ | ---------------------------------- |
| 88,4 MHz        | Sense identificar              | FM     |                                    |
| 89,1 MHz        | Cadena 100                     | FM     | https://www.cadena100.es/          |
| 90,4 MHz        | Europa FM                      | FM     | https://www.europafm.com/          |
| 91,7 MHz        | Melodía FM                     | FM     | https://www.melodia-fm.com/        |
| 93,1 MHz        | Kiss FM                        | FM     | https://www.kissfm.es/             |
| 93,7 MHz        | IB3 Ràdio                      | FM     | https://ib3.org/radio              |
| 94,6 MHz        | FG Chic                        | FM     | https://www.radiofg.com/fgchic     |
| 95,5 MHz        | Catalunya Ràdio                | FM     | https://www.catradio.cat/          |
| 96,0 MHz        | Onda Cero Eivissa i Formentera | FM     | https://www.ondacero.es/           |
| 96,6 MHz        | HIT FM                         | FM     | https://www.hitfm.es/              |
| 98,1 MHz        | Los 40 Eivissa                 | FM     | https://los40.com/                 |
| 99,1 MHz        | Rock FM                        | FM     | https://www.rockfm.fm/             |
| 100,3 MHz       | Ibiza Orgánica                 | FM     | https://ibizaorganica.com/         |
| 102,8 MHz       | SER Ràdio Eivissa              | FM     | https://cadenaser.com/radio-ibiza/ |
| 103,4 MHz       | COPE Eivissa                   | FM     | https://www.cope.es/               |

### Sa Talaia / Sant Josep de sa Talaia
Comarca: Eivissa
Cota: 455 m
Cobertura: Eivissa

#### Televisió
| Xarxa múltiplex           | Canal d'emissió  | Serveis: TV /ràdio         | Senyal | Lloc web                                  |
| ------------------------- | ---------------- | -------------------------- | ------ | ----------------------------------------- |
| MAUT_BAL                  | 26 UHF (514 MHz) | IB3                        | DVB-T  | https://ib3.org/televisio                 |
| MAUT_BAL                  | 26 UHF (514 MHz) | Fibwi TV Autonòmica        | DVB-T  | https://fibwi.live/ca/tv                  |
| MAUT_BAL                  | 26 UHF (514 MHz) | TV3 CAT                    | DVB-T  | https://www.ccma.cat/tv3                  |
| MAUT_BAL                  | 26 UHF (514 MHz) | SX3/33                     | DVB-T  | https://www.ccma.cat/tv3/sx3              |
| MAUT_BAL                  | 26 UHF (514 MHz) | 3/24                       | DVB-T  | https://www.3cat.cat/324/                 |
| MAUT_BAL                  | 26 UHF (514 MHz) | IB3 Ràdio                  | DVB-T  | https://ib3.org/radio                     |
| MAUT_BAL                  | 26 UHF (514 MHz) | Catalunya Ràdio            | DVB-T  | https://www.catradio.cat                  |
| MPE1                      | 27 UHF (522 MHz) | Veo 7                      | DVB-T  | http://www.veo7.com/                      |
| MPE1                      | 27 UHF (522 MHz) | DMAX                       | DVB-T  | https://dmax.marca.com/                   |
| MPE1                      | 27 UHF (522 MHz) | Squirrel                   | DVB-T  | https://squirreltv.es/                    |
| MPE1                      | 27 UHF (522 MHz) | Paramount Network          | DVB-T  | http://www.paramountchannel.es/           |
| MPE1                      | 27 UHF (522 MHz) | Cadena 100                 | DVB-T  | http://www.cadena100.es/                  |
| MPE1                      | 27 UHF (522 MHz) | Radio María                | DVB-T  | http://www.radiomaria.es/                 |
| MPE1                      | 27 UHF (522 MHz) | Radio Marca                | DVB-T  | http://www.radiomarca.com/                |
| MPE1                      | 27 UHF (522 MHz) | BOM Radio                  | DVB-T  | https://bomradio.com/                     |
| MPE2                      | 30 UHF (546 MHz) | Antena 3                   | DVB-T  | http://www.antena3.com/                   |
| MPE2                      | 30 UHF (546 MHz) | La Sexta                   | DVB-T  | http://www.lasexta.com/                   |
| MPE2                      | 30 UHF (546 MHz) | Neox                       | DVB-T  | http://www.antena3.com/neox/              |
| MPE2                      | 30 UHF (546 MHz) | Nova                       | DVB-T  | http://www.antena3.com/nova/              |
| MPE5                      | 32 UHF (562 MHz) | Atreseries                 | DVB-T  | http://atreseries.atresmedia.com/         |
| MPE5                      | 32 UHF (562 MHz) | Be Mad                     | DVB-T  | https://www.bemad.es/                     |
| MPE5                      | 32 UHF (562 MHz) | Realmadrid TV              | DVB-T  | https://www.realmadrid.com/real-madrid-tv |
| MPE5                      | 32 UHF (562 MHz) | TEN                        | DVB-T  | https://tentv.es/                         |
| MPE5                      | 32 UHF (562 MHz) | Los 40 Classic             | DVB-T  | https://los40.com/los40_classic           |
| MPE5                      | 32 UHF (562 MHz) | Los 40 Urban               | DVB-T  | https://los40.com/los40_urban             |
| MPE5                      | 32 UHF (562 MHz) | Radiolé                    | DVB-T  | https://www.radiole.com/                  |
| MPE3                      | 35 UHF (586 MHz) | Telecinco                  | DVB-T  | http://www.telecinco.es/                  |
| MPE3                      | 35 UHF (586 MHz) | Cuatro                     | DVB-T  | http://www.cuatro.com/                    |
| MPE3                      | 35 UHF (586 MHz) | Factoría de Ficción        | DVB-T  | https://www.factoriadeficcion.com/        |
| MPE3                      | 35 UHF (586 MHz) | Divinity                   | DVB-T  | http://www.divinity.es/                   |
| TL01IB Eivissa-Formentera | 38 UHF (610 MHz) | Ibiza Global TV            | DVB-T  | http://ibizaglobal.tv/                    |
| TL01IB Eivissa-Formentera | 38 UHF (610 MHz) | TEF                        | DVB-T  | https://teftv.com/                        |
| TL01IB Eivissa-Formentera | 38 UHF (610 MHz) | Clubbing TV                | DVB-T  | https://clubbingtv.com/                   |
| RGE1 BAL                  | 45 UHF (666 MHz) | La 1 Balears               | DVB-T  | https://www.rtve.es/television/           |
| RGE1 BAL                  | 45 UHF (666 MHz) | La 2                       | DVB-T  | https://www.rtve.es/television/           |
| RGE1 BAL                  | 45 UHF (666 MHz) | 24h                        | DVB-T  | https://www.rtve.es/television/           |
| RGE1 BAL                  | 45 UHF (666 MHz) | Teledeporte                | DVB-T  | https://www.rtve.es/television/           |
| RGE1 BAL                  | 45 UHF (666 MHz) | RNE Radio Nacional Balears | DVB-T  | http://www.rne.es/                        |
| RGE1 BAL                  | 45 UHF (666 MHz) | RNE Radio 5 Balears        | DVB-T  | http://www.rtve.es/radio/radio5/          |
| RGE2                      | 46 UHF (674 MHz) | La 1 UHD                   | DVB-T  | https://www.rtve.es/television/           |
| RGE2                      | 46 UHF (674 MHz) | Clan                       | DVB-T  | https://www.rtve.es/television/           |
| RGE2                      | 46 UHF (674 MHz) | DKISS                      | DVB-T  | http://www.dkiss.es/                      |
| RGE2                      | 46 UHF (674 MHz) | RNE Radio Clásica HQ       | DVB-T  | http://www.rtve.es/radio/radiocalasica/   |
| RGE2                      | 46 UHF (674 MHz) | RNE Radio 3 HQ             | DVB-T  | http://www.rtve.es/radio/radio3/          |
| RGE2                      | 46 UHF (674 MHz) | RNE Radio Exterior         | DVB-T  | http://www.rtve.es/radio/radio-exterior/  |
| RGE2                      | 46 UHF (674 MHz) | Kiss FM                    | DVB-T  | http://www.kissfm.es/                     |
| RGE2                      | 46 UHF (674 MHz) | HIT FM                     | DVB-T  | http://www.hitfm.es/                      |
| RGE2                      | 46 UHF (674 MHz) | esRadio                    | DVB-T  | https://esradio.libertaddigital.com/      |
| RGE2                      | 46 UHF (674 MHz) | SER                        | DVB-T  | http://www.cadenaser.com/                 |
| RGE2                      | 46 UHF (674 MHz) | Los 40                     | DVB-T  | http://www.los40.com/                     |
| RGE2                      | 46 UHF (674 MHz) | Cadena Dial                | DVB-T  | http://www.cadenadial.com/                |
| MPE4                      | 48 UHF (690 MHz) | Boing                      | DVB-T  | http://www.boing.es/                      |
| MPE4                      | 48 UHF (690 MHz) | Energy                     | DVB-T  | http://www.energytv.es/                   |
| MPE4                      | 48 UHF (690 MHz) | Mega                       | DVB-T  | https://mega.atresmedia.com/              |
| MPE4                      | 48 UHF (690 MHz) | TRECE                      | DVB-T  | https://www.cope.es/trecetv               |
| MPE4                      | 48 UHF (690 MHz) | Onda Cero                  | DVB-T  | http://www.ondacero.es/                   |
| MPE4                      | 48 UHF (690 MHz) | Europa FM                  | DVB-T  | http://www.europafm.com/                  |
| MPE4                      | 48 UHF (690 MHz) | Melodía FM                 | DVB-T  | http://www.melodia-fm.com/                |
| MPE4                      | 48 UHF (690 MHz) | COPE                       | DVB-T  | http://www.cope.es/                       |
| MPE4                      | 48 UHF (690 MHz) | Rock FM                    | DVB-T  | https://www.rockfm.fm/                    |

#### Ràdio FM
| Canal d'emissió | Serveis                    | Senyal | Lloc web                                |
| --------------- | -------------------------- | ------ | --------------------------------------- |
| 87,6 MHz        | Fiesta FM Mallorca         | FM     | https://www.fiestamallorca.com/         |
| 90,7 MHz        | RTL 102.5                  | FM     | https://www.rtl.it/                     |
| 91,4 MHz        | Radio Radio Network        | FM     | https://radioradio.es/                  |
| 92,0 MHz        | Radio Solidaria            | FM     | https://radiosolidaria.com/             |
| 92,4 MHz        | Ibiza Global Classics      | FM     | https://www.ibizaglobalradio.com/       |
| 94,4 MHz        | FG Chic                    | FM     | https://www.radiofg.com/fgchic          |
| 94,9 MHz        | RNE Radio 5 Balears        | FM     | http://www.rtve.es/radio/radio5/        |
| 95,2 MHz        | Ibiza Sonica Radio         | FM     | https://ibizasonica.com/                |
| 97,6 MHz        | Loca FM                    | FM     | https://www.locafm.com/                 |
| 99,5 MHz        | Radio Dimensione Suono     | FM     | https://www.rds.it/                     |
| 100,5 MHz       | Ibiza Orgánica             | FM     | https://ibizaorganica.com/              |
| 101,1 MHz       | Radio 538                  | FM     | https://www.538.nl/                     |
| 101,6 MHz       | RNE Radio Nacional Balears | FM     | https://www.rtve.es/radio/              |
| 102,0 MHz       | Radio Studio Piú Ibiza     | FM     | https://radiostudiopiuibiza.com/        |
| 102,3 MHz       | IB3 Ràdio                  | FM     | https://ib3.org/radio                   |
| 104,0 MHz       | RNE Radio Clásica          | FM     | https://www.rtve.es/radio/radioclasica/ |
| 104,8 MHz       | Radio María                | FM     | https://radiomaria.es/                  |
| 105,7 MHz       | RNE Radio 3                | FM     | https://www.rtve.es/radio/radio3/       |
| 106,0 MHz       | Passion Ibiza Radio        | FM     | https://passionibizaradio.com/          |
| 106,7 MHz       | SAM Ibiza Radio            | FM     | https://samibiza.com/                   |

#### Ràdio DAB i DAB+
| Xarxa múltiplex | Canal d'emissió  | Serveis         | Senyal | Web                        |
| --------------- | ---------------- | --------------- | ------ | -------------------------- |
| ibizadab.es     | 6B (183,648 MHz) | Ibiza Orgánica  | DAB+   | https://ibizaorganica.com/ |
| ibizadab.es     | 6B (183,648 MHz) | JFK Ibiza       | DAB+   | https://jfkibiza.es/       |
| ibizadab.es     | 6B (183,648 MHz) | SAM Ibiza Radio | DAB+   | https://samibiza.com/      |

## Mallorca

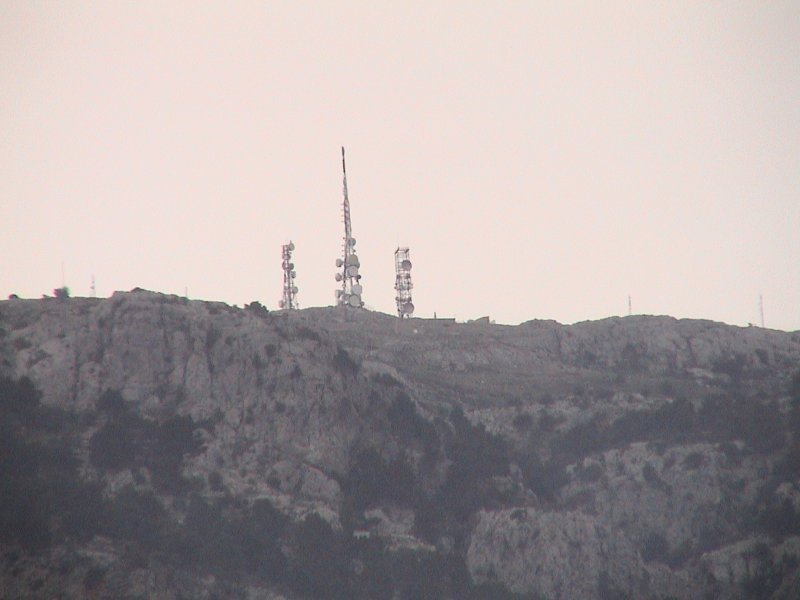
El centre emissor d'Alfàbia, a Bunyola, Mallorca.

### Alfàbia
Comarca: Serra de Tramuntana
Cota: 1020 m
Cobertura: Ciutat de Mallorca, Raiguer, Pla de Mallorca, Migjorn i part de Serra de Tramuntana i Llevant.

#### Televisió
| Xarxa Múltiplex          | Canal d'emissió  | Serveis: TV / ràdio        | Senyal | Lloc web                                  |
| ------------------------ | ---------------- | -------------------------- | ------ | ----------------------------------------- |
| Proves 4K                | 22 UHF (482 MHz) | La 1 UHD                   | DVB-T2 | https://www.rtve.es/television/           |
| Proves 4K                | 22 UHF (482 MHz) | UHD 2                      | DVB-T2 | https://www.uhdspain.com/                 |
| Proves 4K                | 22 UHF (482 MHz) | RNE para todos             | DVB-T2 | http://www.rne.es/                        |
| MAUT_BAL                 | 26 UHF (514 MHz) | IB3                        | DVB-T  | https://ib3.org/televisio                 |
| MAUT_BAL                 | 26 UHF (514 MHz) | Fibwi TV Autonòmica        | DVB-T  | https://fibwi.live/ca/tv                  |
| MAUT_BAL                 | 26 UHF (514 MHz) | TV3 CAT                    | DVB-T  | http://www.tv3.cat/                       |
| MAUT_BAL                 | 26 UHF (514 MHz) | SX3/33                     | DVB-T  | http://www.super3.cat/                    |
| MAUT_BAL                 | 26 UHF (514 MHz) | 3/24                       | DVB-T  | http://www.324.cat/                       |
| MAUT_BAL                 | 26 UHF (514 MHz) | IB3 Ràdio                  | DVB-T  | https://ib3.org/radio                     |
| MAUT_BAL                 | 26 UHF (514 MHz) | Catalunya Ràdio            | DVB-T  | http://www.catradio.cat/                  |
| MPE2                     | 30 UHF (546 MHz) | Antena 3                   | DVB-T  | http://www.antena3.com/                   |
| MPE2                     | 30 UHF (546 MHz) | La Sexta                   | DVB-T  | http://www.lasexta.com/                   |
| MPE2                     | 30 UHF (546 MHz) | Neox                       | DVB-T  | http://www.antena3.com/neox/              |
| MPE2                     | 30 UHF (546 MHz) | Nova                       | DVB-T  | http://www.antena3.com/nova/              |
| MPE5                     | 32 UHF (562 MHz) | Atreseries                 | DVB-T  | http://atreseries.atresmedia.com/         |
| MPE5                     | 32 UHF (562 MHz) | Be Mad                     | DVB-T  | https://www.bemad.es/                     |
| MPE5                     | 32 UHF (562 MHz) | Realmadrid TV              | DVB-T  | https://www.realmadrid.com/real-madrid-tv |
| MPE5                     | 32 UHF (562 MHz) | TEN                        | DVB-T  | https://www.tentv.es/                     |
| MPE5                     | 32 UHF (562 MHz) | Los 40 Classic             | DVB-T  | https://los40.com/los40_classic/          |
| MPE5                     | 32 UHF (562 MHz) | Los 40 Urban               | DVB-T  | https://los40.com/los40_urban             |
| MPE5                     | 32 UHF (562 MHz) | Radiolé                    | DVB-T  | https://www.radiole.com/                  |
| MPE3                     | 35 UHF (586 MHz) | Telecinco                  | DVB-T  | http://www.telecinco.es/                  |
| MPE3                     | 35 UHF (586 MHz) | Cuatro                     | DVB-T  | http://www.cuatro.com/                    |
| MPE3                     | 35 UHF (586 MHz) | Factoría de Ficción        | DVB-T  | https://www.factoriadeficcion.com/        |
| MPE3                     | 35 UHF (586 MHz) | Divinity                   | DVB-T  | http://www.divinity.es/                   |
| TL08IB Insular Mallorca  | 37 UHF (602 MHz) | Canal 4                    | DVB-T  | https://www.grup4.com/                    |
| TL08IB Insular Mallorca  | 37 UHF (602 MHz) | Ràdio Murta                | DVB-T  | https://radiomurta.es/                    |
| TL08IB Insular Mallorca  | 37 UHF (602 MHz) | Das Inselradio             | DVB-T  | http://www.inselradio.com/                |
| TL08IB Insular Mallorca  | 37 UHF (602 MHz) | Mallorca Sunshine Radio    | DVB-T  | http://www.mallorcasunshineradio.com/     |
| TL08IB Insular Mallorca  | 37 UHF (602 MHz) | Última Hora Radio          | DVB-T  |                                           |
| TL05IB Palma de Mallorca | 41 UHF (634 MHz) | Fibwi TV 4K                | DVB-T2 | https://fibwi.live/ca/tv                  |
| TL05IB Palma de Mallorca | 41 UHF (634 MHz) | Fibwi TV                   | DVB-T2 | https://fibwi.live/ca/tv                  |
| TL05IB Palma de Mallorca | 41 UHF (634 MHz) | Fibwi Club TV              | DVB-T2 |                                           |
| TL05IB Palma de Mallorca | 41 UHF (634 MHz) | Fibwi Radio                | DVB-T2 | https://fibwiradio.com/                   |
| RGE2                     | 42 UHF (642 MHz) | La 1 UHD                   | DVB-T  | https://www.rtve.es/television/           |
| RGE2                     | 42 UHF (642 MHz) | Clan                       | DVB-T  | https://www.rtve.es/television/           |
| RGE2                     | 42 UHF (642 MHz) | DKISS                      | DVB-T  | http://www.dkiss.es/                      |
| RGE2                     | 42 UHF (642 MHz) | RNE Radio Clásica HQ       | DVB-T  | http://www.rtve.es/radio/radiocalasica/   |
| RGE2                     | 42 UHF (642 MHz) | RNE Radio 3 HQ             | DVB-T  | http://www.rtve.es/radio/radio3/          |
| RGE2                     | 42 UHF (642 MHz) | RNE Radio Exterior         | DVB-T  | http://www.rtve.es/radio/radio-exterior/  |
| RGE2                     | 42 UHF (642 MHz) | Kiss FM                    | DVB-T  | http://www.kissfm.es/                     |
| RGE2                     | 42 UHF (642 MHz) | HIT FM                     | DVB-T  | http://www.hitfm.es/                      |
| RGE2                     | 42 UHF (642 MHz) | esRadio                    | DVB-T  | https://esradio.libertaddigital.com/      |
| RGE2                     | 42 UHF (642 MHz) | SER                        | DVB-T  | http://www.cadenaser.com/                 |
| RGE2                     | 42 UHF (642 MHz) | Los 40                     | DVB-T  | http://www.los40.com/                     |
| RGE2                     | 42 UHF (642 MHz) | Cadena Dial                | DVB-T  | http://www.cadenadial.com/                |
| RGE1 BAL                 | 45 UHF (666 MHz) | La 1 Balears               | DVB-T  | https://www.rtve.es/television/           |
| RGE1 BAL                 | 45 UHF (666 MHz) | La 2                       | DVB-T  | https://www.rtve.es/television/           |
| RGE1 BAL                 | 45 UHF (666 MHz) | 24h                        | DVB-T  | https://www.rtve.es/television/           |
| RGE1 BAL                 | 45 UHF (666 MHz) | Teledeporte                | DVB-T  | https://www.rtve.es/television/           |
| RGE1 BAL                 | 45 UHF (666 MHz) | RNE Radio Nacional Balears | DVB-T  | http://www.rne.es/                        |
| RGE1 BAL                 | 45 UHF (666 MHz) | RNE Radio 5 Balears        | DVB-T  | http://www.rtve.es/radio/radio5/          |
| MPE1                     | 47 UHF (682 MHz) | Veo 7                      | DVB-T  | http://www.veo7.com/                      |
| MPE1                     | 47 UHF (682 MHz) | DMAX                       | DVB-T  | https://dmax.marca.com/                   |
| MPE1                     | 47 UHF (682 MHz) | Squirrel                   | DVB-T  | https://squirreltv.es/                    |
| MPE1                     | 47 UHF (682 MHz) | Paramount Network          | DVB-T  | http://www.paramountchannel.es/           |
| MPE1                     | 47 UHF (682 MHz) | Cadena 100                 | DVB-T  | http://www.cadena100.es/                  |
| MPE1                     | 47 UHF (682 MHz) | Radio María                | DVB-T  | http://www.radiomaria.es/                 |
| MPE1                     | 47 UHF (682 MHz) | Radio Marca                | DVB-T  | http://www.radiomarca.com/                |
| MPE1                     | 47 UHF (682 MHz) | BOM Radio                  | DVB-T  | https://bomradio.com/                     |
| MPE4                     | 48 UHF (690 MHz) | Boing                      | DVB-T  | http://www.boing.es/                      |
| MPE4                     | 48 UHF (690 MHz) | Energy                     | DVB-T  | http://www.energytv.es/                   |
| MPE4                     | 48 UHF (690 MHz) | Mega                       | DVB-T  | https://mega.atresmedia.com/              |
| MPE4                     | 48 UHF (690 MHz) | TRECE                      | DVB-T  | https://www.cope.es/trecetv               |
| MPE4                     | 48 UHF (690 MHz) | Onda Cero                  | DVB-T  | http://www.ondacero.es/                   |
| MPE4                     | 48 UHF (690 MHz) | Europa FM                  | DVB-T  | http://www.europafm.com/                  |
| MPE4                     | 48 UHF (690 MHz) | Melodía FM                 | DVB-T  | http://www.melodia-fm.com/                |
| MPE4                     | 48 UHF (690 MHz) | COPE                       | DVB-T  | http://www.cope.es/                       |
| MPE4                     | 48 UHF (690 MHz) | Rock FM                    | DVB-T  | https://www.rockfm.fm/                    |

#### Ràdio FM
| Canal d'emissió | Serveis                    | Senyal | Lloc web                                |
| --------------- | -------------------------- | ------ | --------------------------------------- |
| 87,6 MHz        | Fiesta FM                  | FM     | https://www.fiestamallorca.com/         |
| 87,9 MHz        | RNE Radio Clásica          | FM     | https://www.rtve.es/radio/radioclasica/ |
| 88,2 MHz        | Mallorca 1                 | FM     | https://www.mallorca1.net/              |
| 88,8 MHz        | Ona Mediterrània           | FM     | https://www.onamediterrania.cat/        |
| 89,5 MHz        | Kiss FM                    | FM     | https://www.kissfm.es/                  |
| 89,8 MHz        | Radio Libertad             | FM     | https://radiolibertad.es/               |
| 90,1 MHz        | RNE Radio Nacional Balears | FM     | https://www.rtve.es/radio/              |
| 90,5 MHz        | Loca FM                    | FM     | https://www.locafm.com/                 |
| 90,7 MHz        | Radio Radio Network        | FM     | https://radioradio.es/                  |
| 92,0 MHz        | Radio The Club             | FM     | https://radiotheclub.com/               |
| 92,3 MHz        | RNE Radio 3                | FM     | https://www.rtve.es/radio/radio3/       |
| 93,1 MHz        | Bohemia FM                 | FM     | https://www.radiobohemiafmmallorca.com/ |
| 93,3 MHz        | Catalunya Ràdio            | FM     | https://www.catradio.cat/               |
| 94,5 MHz        | Catalunya Música           | FM     | https://www.catalunyamusica.cat/        |
| 94,8 MHz        | La Kalle                   | FM     | https://www.lakallemallorca.com/        |
| 95,1 MHz        | Onda Cero Mallorca         | FM     | http://www.ondacero.es/                 |
| 95,4 MHz        | Informa Radio              | FM     | https://www.edatv.news/informaradio/    |
| 97,3 MHz        | RCN Mediterránea           | FM     | https://www.rcnmediterranea.com/        |
| 98,2 MHz        | Hits1 Radio                | FM     | http://www.hits1radio.com/              |
| 99,4 MHz        | COPE Mallorca              | FM     | https://www.cope.es/                    |
| 99,6 MHz        | Vida FM                    | FM     |                                         |
| 99,9 MHz        | Radio María                | FM     | https://radiomaria.es/                  |
| 100,3 MHz       | Radio PAC                  | FM     |                                         |
| 100,8 MHz       | Xtrema FM                  | FM     | http://xtremafm.es/                     |
| 101,2 MHz       | Latinos FM                 | FM     | https://latinosfm.es/                   |
| 101,6 MHz       | RAC Mallorca               | FM     | http://www.racmallorca.es/              |
| 102,3 MHz       | Los 40 Classic             | FM     | https://los40.com/los40_classic/        |
| 102,5 MHz       | Talk Radio Europe          | FM     | https://www.talkradioeurope.com/        |
| 103,0 MHz       | Tramuntana Ràdio           | FM     |                                         |
| 103,2 MHz       | SER Ràdio Mallorca         | FM     | https://cadenaser.com/radio-mallorca/   |
| 103,9 MHz       | Fibwi Radio                | FM     | https://fibwiradio.com/                 |
| 104,2 MHz       | Ràdio Murta                | FM     | https://radiomurta.es/                  |
| 104,5 MHz       | RNE Radio 5 Balears        | FM     | http://www.rtve.es/radio/radio5/        |
| 104,8 MHz       | Radio One Mallorca         | FM     | https://app.radioonemallorca.com/       |
| 105,2 MHz       | Wave Mallorca              | FM     | https://www.wavemallorca.com/           |
| 105,4 MHz       | Sputnik Radio              | FM     | https://www.sputnikportal.com/          |
| 105,8 MHz       | Radio Solidaria            | FM     | https://radiosolidaria.com/             |
| 106,3 MHz       | Fusión FM                  | FM     | https://radiobalear.net/                |
| 106,8 MHz       | IB3 Ràdio                  | FM     | https://ib3.org/radio                   |

#### Ràdio DAB i DAB+
| Xarxa múltiplex | Canal d'emissió   | Serveis                 | Senyal | Web                                                     |
| --------------- | ----------------- | ----------------------- | ------ | ------------------------------------------------------- |
| TelTower 7A     | 7A (188,928 MHz)  | Activa FM               | DAB+   | https://www.emisorasmusicales.net/emisoras/activa-fm/   |
| TelTower 7A     | 7A (188,928 MHz)  | Bikini FM               | DAB+   | https://www.emisorasmusicales.net/emisoras/bikini-fm/   |
| TelTower 7A     | 7A (188,928 MHz)  | Comboi                  | DAB+   | https://www.emisorasmusicales.net/emisoras/comboi/      |
| TelTower 7A     | 7A (188,928 MHz)  | Fiesta FM               | DAB+   | https://www.fiestamallorca.com/                         |
| TelTower 7A     | 7A (188,928 MHz)  | Gold FM                 | DAB+   | http://www.emisorasmusicales.net/emisoras/gold-fm/      |
| TelTower 7A     | 7A (188,928 MHz)  | Hola Pop                | DAB+   | https://www.emisorasmusicales.net/emisoras/hola-pop/    |
| TelTower 7A     | 7A (188,928 MHz)  | La Flamenca             | DAB+   | https://www.emisorasmusicales.net/emisoras/la-flamenca/ |
| TelTower 7A     | 7A (188,928 MHz)  | Master FM               | DAB+   | https://masterfm.es/                                    |
| TelTower 7A     | 7A (188,928 MHz)  | MuyBuena                | DAB+   | https://www.emisorasmusicales.net/emisoras/muybuena/    |
| TelTower 7A     | 7A (188,928 MHz)  | Radio Hallo             | DAB+   | https://www.emisorasmusicales.net/emisoras/radio-hallo/ |
| TelTower 7A     | 7A (188,928 MHz)  | Radio Radio Network     | DAB+   | http://www.radioradio.es/                               |
| TelTower 7A     | 7A (188,928 MHz)  | RockStar                | DAB+   | https://www.emisorasmusicales.net/emisoras/rockstar/    |
| TelTower 7A     | 7A (188,928 MHz)  | Sol Latino              | DAB+   | https://www.emisorasmusicales.net/emisoras/sol-latino/  |
| TelTower 7A     | 7A (188,928 MHz)  | Wave Mallorca           | DAB+   | https://www.wavemallorca.com/                           |
| MF1 Test        | 9D (208,064 MHz)  | RNE Radio Nacional      | DAB+   | https://www.rtve.es/radio/                              |
| MF1 Test        | 9D (208,064 MHz)  | RNE Radio Clásica       | DAB+   | https://www.rtve.es/radio/radioclasica/                 |
| MF1 Test        | 9D (208,064 MHz)  | RNE Radio 3             | DAB+   | https://www.rtve.es/radio/radio3/                       |
| MF1 Test        | 9D (208,064 MHz)  | RNE Radio 5             | DAB+   | https://www.rtve.es/radio/radio5/                       |
| Das IR          | 11A (216,928 MHz) | Das Inselradio          | DAB+   | https://www.inselradio.com/                             |
| Das IR          | 11A (216,928 MHz) | Das Inselradio Classics | DAB+   | https://www.inselradio.com/                             |
| Das IR          | 11A (216,928 MHz) | Mallorca Sunshine Radio | DAB+   | https://www.mallorcasunshineradio.com/                  |
| Das IR          | 11A (216,928 MHz) | Sunshine Radio Classics | DAB+   | https://www.mallorcasunshineradio.com/                  |

## Menorca

### El Toro
Comarca: Menorca
Cota: 350 m
Cobertura: Menorca

#### Televisió
| Xarxa Múltiplex | Canal d'emissió  | Serveis: TV / ràdio        | Senyal | Lloc web                                  |
| --------------- | ---------------- | -------------------------- | ------ | ----------------------------------------- |
| RGE2            | 21 UHF (474 MHz) | La 1 UHD                   | DVB-T  | https://www.rtve.es/television/           |
| RGE2            | 21 UHF (474 MHz) | Clan                       | DVB-T  | https://www.rtve.es/television/           |
| RGE2            | 21 UHF (474 MHz) | DKISS                      | DVB-T  | http://www.dkiss.es/                      |
| RGE2            | 21 UHF (474 MHz) | RNE Radio Clásica HQ       | DVB-T  | http://www.rtve.es/radio/radiocalasica/   |
| RGE2            | 21 UHF (474 MHz) | RNE Radio 3 HQ             | DVB-T  | http://www.rtve.es/radio/radio3/          |
| RGE2            | 21 UHF (474 MHz) | RNE Radio Exterior         | DVB-T  | http://www.rtve.es/radio/radio-exterior/  |
| RGE2            | 21 UHF (474 MHz) | Kiss FM                    | DVB-T  | http://www.kissfm.es/                     |
| RGE2            | 21 UHF (474 MHz) | HIT FM                     | DVB-T  | http://www.hitfm.es/                      |
| RGE2            | 21 UHF (474 MHz) | esRadio                    | DVB-T  | https://esradio.libertaddigital.com/      |
| RGE2            | 21 UHF (474 MHz) | SER                        | DVB-T  | http://www.cadenaser.com/                 |
| RGE2            | 21 UHF (474 MHz) | Los 40                     | DVB-T  | http://www.los40.com/                     |
| RGE2            | 21 UHF (474 MHz) | Cadena Dial                | DVB-T  | http://www.cadenadial.com/                |
| MPE4            | 24 UHF (498 MHz) | Boing                      | DVB-T  | http://www.boing.es/                      |
| MPE4            | 24 UHF (498 MHz) | Energy                     | DVB-T  | http://www.energytv.es/                   |
| MPE4            | 24 UHF (498 MHz) | Mega                       | DVB-T  | https://mega.atresmedia.com/              |
| MPE4            | 24 UHF (498 MHz) | TRECE                      | DVB-T  | https://www.cope.es/trecetv               |
| MPE4            | 24 UHF (498 MHz) | Onda Cero                  | DVB-T  | http://www.ondacero.es/                   |
| MPE4            | 24 UHF (498 MHz) | Europa FM                  | DVB-T  | http://www.europafm.com/                  |
| MPE4            | 24 UHF (498 MHz) | Melodía FM                 | DVB-T  | http://www.melodia-fm.com/                |
| MPE4            | 24 UHF (498 MHz) | COPE                       | DVB-T  | http://www.cope.es/                       |
| MPE4            | 24 UHF (498 MHz) | Rock FM                    | DVB-T  | https://www.rockfm.fm/                    |
| MAUT_BAL        | 26 UHF (514 MHz) | IB3                        | DVB-T  | https://ib3.org/televisio                 |
| MAUT_BAL        | 26 UHF (514 MHz) | Fibwi TV Autonòmica        | DVB-T  | https://fibwi.live/ca/tv                  |
| MAUT_BAL        | 26 UHF (514 MHz) | TV3 CAT                    | DVB-T  | https://www.ccma.cat/tv3                  |
| MAUT_BAL        | 26 UHF (514 MHz) | SX3/33                     | DVB-T  | https://www.ccma.cat/tv3/sx3              |
| MAUT_BAL        | 26 UHF (514 MHz) | 3/24                       | DVB-T  | http://www.324.cat/                       |
| MAUT_BAL        | 26 UHF (514 MHz) | IB3 Ràdio                  | DVB-T  | https://ib3.org/radio                     |
| MAUT_BAL        | 26 UHF (514 MHz) | Catalunya Ràdio            | DVB-T  | https://www.catradio.cat                  |
| MPE5            | 28 UHF (530 MHz) | Atreseries                 | DVB-T  | http://atreseries.atresmedia.com/         |
| MPE5            | 28 UHF (530 MHz) | Be Mad                     | DVB-T  | http://www.bemad.es                       |
| MPE5            | 28 UHF (530 MHz) | Realmadrid TV              | DVB-T  | https://www.realmadrid.com/real-madrid-tv |
| MPE5            | 28 UHF (530 MHz) | TEN                        | DVB-T  | https://www.tentv.es/                     |
| MPE5            | 28 UHF (530 MHz) | Los 40 Classic             | DVB-T  | https://los40.com/los40_classic           |
| MPE5            | 28 UHF (530 MHz) | Los 40 Urban               | DVB-T  | https://los40.com/los40_urban             |
| MPE5            | 28 UHF (530 MHz) | Radiolé                    | DVB-T  | https://www.radiole.com/                  |
| RGE1 BAL        | 31 UHF (554 MHz) | La 1 Balears               | DVB-T  | https://www.rtve.es/television/           |
| RGE1 BAL        | 31 UHF (554 MHz) | La 2                       | DVB-T  | https://www.rtve.es/television/           |
| RGE1 BAL        | 31 UHF (554 MHz) | 24h                        | DVB-T  | https://www.rtve.es/television/           |
| RGE1 BAL        | 31 UHF (554 MHz) | Teledeporte                | DVB-T  | https://www.rtve.es/television/           |
| RGE1 BAL        | 31 UHF (554 MHz) | RNE Radio Nacional Balears | DVB-T  | http://www.rne.es/                        |
| RGE1 BAL        | 31 UHF (554 MHz) | RNE Radio 5 Balears        | DVB-T  | http://www.rtve.es/radio/radio5/          |
| MPE3            | 35 UHF (586 MHz) | Telecinco                  | DVB-T  | http://www.telecinco.es/                  |
| MPE3            | 35 UHF (586 MHz) | Cuatro                     | DVB-T  | http://www.cuatro.com/                    |
| MPE3            | 35 UHF (586 MHz) | Factoría de Ficción        | DVB-T  | https://www.factoriadeficcion.com/        |
| MPE3            | 35 UHF (586 MHz) | Divinity                   | DVB-T  | http://www.divinity.es/                   |
| MPE2            | 40 UHF (626 MHz) | Antena 3                   | DVB-T  | http://www.antena3.com/                   |
| MPE2            | 40 UHF (626 MHz) | La Sexta                   | DVB-T  | http://www.lasexta.com/                   |
| MPE2            | 40 UHF (626 MHz) | Neox                       | DVB-T  | http://www.antena3.com/neox/              |
| MPE2            | 40 UHF (626 MHz) | Nova                       | DVB-T  | http://www.antena3.com/nova/              |
| MPE1            | 47 UHF (682 MHz) | Veo 7                      | DVB-T  | http://www.veo7.com/                      |
| MPE1            | 47 UHF (682 MHz) | DMAX                       | DVB-T  | https://dmax.marca.com/                   |
| MPE1            | 47 UHF (682 MHz) | Squirrel                   | DVB-T  | https://squirreltv.es/                    |
| MPE1            | 47 UHF (682 MHz) | Paramount Network          | DVB-T  | http://www.paramountchannel.es/           |
| MPE1            | 47 UHF (682 MHz) | Cadena 100                 | DVB-T  | http://www.cadena100.es/                  |
| MPE1            | 47 UHF (682 MHz) | Radio María                | DVB-T  | http://www.radiomaria.es/                 |
| MPE1            | 47 UHF (682 MHz) | Radio Marca                | DVB-T  | http://www.radiomarca.com/                |
| MPE1            | 47 UHF (682 MHz) | BOM Radio                  | DVB-T  | https://bomradio.com/                     |

#### Ràdio
| Canal d'emissió | Serveis                    | Senyal | Lloc web                                |
| --------------- | -------------------------- | ------ | --------------------------------------- |
| 88,6 MHz        | IB3 Ràdio                  | FM     | https://ib3.org/radio                   |
| 89,6 MHz        | COPE Menorca               | FM     | http://www.cope.es/                     |
| 90,3 MHz        | Canal 4 Ràdio              | FM     | https://www.grup4.com/                  |
| 90,8 MHz        | Ràdio Murta                | FM     | https://radiomurta.es/                  |
| 91,4 MHz        | Onda Cero Menorca          | FM     | https://www.ondacero.es/                |
| 92,0 MHz        | Radio María                | FM     | https://radiomaria.es/                  |
| 92,5 MHz        | Latina Menorca             | FM     |                                         |
| 93,6 MHz        | Mallorca Sunshine Radio    | FM     | https://www.mallorcasunshineradio.com/  |
| 94,6 MHz        | RNE Radio Nacional Balears | FM     | https://www.rtve.es/radio/              |
| 95,2 MHz        | Catalunya Ràdio            | FM     | https://www.catradio.cat/               |
| 95,7 MHz        | SER Ràdio Menorca          | FM     | https://cadenaser.com/radio-menorca/    |
| 96,2 MHz        | Los 40 Menorca             | FM     | https://los40.com/                      |
| 97,1 MHz        | RNE Radio Clásica          | FM     | https://www.rtve.es/radio/radioclasica/ |
| 97,7 MHz        | Tramuntana Ràdio           | FM     | https://tramuntanamenorca.com/          |
| 98,2 MHz        | Cadena Dial                | FM     | https://www.cadenadial.com/             |
| 99,1 MHz        | Kiss FM                    | FM     | https://www.kissfm.es/                  |
| 100,4 MHz       | RNE Radio 5 Balears        | FM     | https://www.rtve.es/radio/radio5/       |
| 101,3 MHz       | Cadena 100                 | FM     | https://www.cadena100.es/               |
| 101,7 MHz       | Radio Dimensione Suono     | FM     | https://www.rds.it/                     |
| 102,1 MHz       | Radio Marca Illes Balears  | FM     | http://www.radiomarca.com/              |
| 102,4 MHz       | Ràdio Far de Menorca       | FM     | https://radiofarmenorca.com/            |
| 102,7 MHz       | Fusión FM                  | FM     | https://radiobalear.net/                |
| 105,3 MHz       | Europa FM                  | FM     | https://www.europafm.com/               |
| 105,8 MHz       | RNE Radio 3                | FM     | https://www.rtve.es/radio/radio3/       |
| 106,4 MHz       | Rock FM                    | FM     | https://www.rockfm.fm/                  |